# Пендзівятри (Верушовський повіт)
Пендзівятри (пол. Pędziwiatry) — село в Польщі, у гміні Ґалевиці Верушовського повіту Лодзинського воєводства.
Населення — 82 особи (2011).
У 1975—1998 роках село належало до Каліського воєводства.

## Демографія
Демографічна структура станом на 31 березня 2011 року:
|          | Загалом | Допрацездатний вік | Працездатний вік | Постпрацездатний вік |
| -------- | ------- | ------------------ | ---------------- | -------------------- |
| Чоловіки | 40      | 9                  | 29               | 2                    |
| Жінки    | 42      | 7                  | 28               | 7                    |
| Разом    | 82      | 16                 | 57               | 9                    |